# Theresa Muigg
Theresa Muigg (ur. 15 czerwca 1984 w Schwaz) – austriacka polityk, działaczka Socjaldemokratycznej Partii Austrii (SPÖ), posłanka do Parlamentu Europejskiego IX kadencji.

## Życiorys
Kształciła się w zakresie gender studies, kultury i zmian społecznych na Uniwersytecie Leopolda i Franciszka w Innsbrucku, uzyskując w 2017 magisterium. Od 2005 zatrudniona w urzędzie pracy AMS w Tyrolu, od 2020 na stanowisku kierowniczki działu. W 2018 została zastępczynią sekretarza krajowego centrum dla migrantów ZeMiT.
Zaangażowała się w działalność polityczną w ramach Socjaldemokratycznej Partii Austrii. W 2019 bez powodzenia kandydowała na eurodeputowaną IX kadencji. Mandat w PE objęła jednak w październiku 2022 w miejsce Bettiny Vollath; dołączyła do frakcji Postępowego Sojuszu Socjalistów i Demokratów.